# Pardosa amacuzacensis
Pardosa amacuzacensis är en spindelart som beskrevs av Jiménez 1983. Pardosa amacuzacensis ingår i släktet Pardosa och familjen vargspindlar. Inga underarter finns listade i Catalogue of Life.